# 青森市立高田中学校
青森市立高田中学校（あおもりしりつたかだちゅうがっこう）は、青森県青森市にあった公立中学校。
2010年時点で全校生徒は48名で市内最小であった。生徒数の減少に歯止めがかからないため、近隣の荒川中学校への統合が決まり、2011年3月に閉校した。
なお、本項では、本校に統合された中野坂中学校の沿革についても、併せて記述する。

## 沿革
- 1947年（昭和22年）
  - 4月1日 - 高田村立高田中学校創立[3]。
  - 4月21日 - 開校式挙行。
- 1948年（昭和23年）
  - 11月2日 - 高田村大字小館字刈谷180番地に新校舎完成。
  - 11月5日 - 中野坂中学校を併合。
- 1950年（昭和25年）5月15日 - 新校舎落成記念式典挙行。
- 1955年（昭和30年）1月1日 -  市町村合併により、青森市立高田中学校と改称。
- 1958年（昭和33年）11月16日 - 高田小学校大谷分校に、大谷季節分校開設。
- 1962年（昭和37年）
  - 8月28日 - 大字高田字川瀬122番地（現在地）に、新校舎完成。
  - 10月5日 - 新校舎新築落成式挙行。
- 1964年（昭和39年）
  - 1月16日 - 特別教室（理科室・技術室・準備室）完成。
  - 3月31日 - 大谷季節分校閉鎖。
- 1965年（昭和40年）
  - 2月20日 - 校旗樹立、校歌制定。
  - 9月11日 - 体育館完成。
- 1972年（昭和47年）3月21日 - 増築校舎完成（北斗高校高田分校使用分）。
- 1985年（昭和60年）4月1日 - 旧北斗高校高田分校校舎の使用開始。
- 1991年（平成3年）9月28日 - 台風19号（りんご台風）により、体育館屋根の3分の2が吹き飛ぶなど、甚大な被害が出た。
- 1993年（平成5年）
  - 12月13日 - コンピュータ室改修工事完了。
  - 12月25日 - コンピュータ室にOAデスクとプリンターデスク設置。
- 1995年（平成7年）9月8日 - 調理室改修。
- 1997年（平成9年）11月2日 - 創立50周年記念式典挙行。
- 2011年（平成23年）3月31日 - 閉校。荒川中学校へ統合[1]。
- 2013年（平成25年） - 校舎解体（取り壊し）[4]。
  - 校舎は2013年（平成25年）に取り壊されて更地となり、2023年（令和5年）時点の現況も同様である。また、最寄停留所である青森市市民バス高田線「高田中学校前」停留所も残存している[5]。

### 中野坂中学校の沿革
- 1947年（昭和22年）4月1日 - 中野坂小学校に併設の形で、高田村立中野坂中学校発足。
- 1948年（昭和23年）11月5日 - 高田中学校に統合され、閉校。

## 学区
野沢、小館、入内、高田、大谷、小畑沢。

## 出身著名人
- 新山千春

## 参考資料
- 『新青森市史 別巻教育（別巻） 年表・学校沿革』（青森市・2000年3月発行）「学校沿革 （二）中学校」240頁「高田中学校 変遷」（中野坂中学校の出典も同じ）